# Mariestads tingsrätt
Mariestads tingsrätt var en tingsrätt i Västra Götalands län. Domsaga omfattade kommunerna Gullspång, Karlsborg, Mariestad och Töreboda. Tingsrätten och dess domsaga ingick i domkretsen för Göta hovrätt. Tingsrätten hade kansli i Mariestad. År 2009 uppgick tingsrätten och domsagan i Skaraborgs tingsrätt och domsaga.

## Administrativ historik
Vid tingsrättsreformen 1971 bildades denna tingsrätt i Mariestad från häradsrätten för Vadsbo tingslag. Domkretsen bildades av detta tingslag samt en mindre del av Östersysslets tingslag.  Från 1971 ingick i Mariestads tingsrätts domsaga kommunerna Gullspång, Karlsborg, Mariestad och Töreboda.
Tingsrätten och domsagan uppgick 12 januari 2009 i Skaraborgs tingsrätt och domsaga.

## Lagmän
- 1971–1978: Olof Svensson
- 1978–1984: Ulf Chöler
- 1985–1990: Lennart Böhme
- 1990-2000: Claes Ljungström
- 2001-2006: Bengt Tancred
- 2006-2009: Anna Karin Lundberg